# Vox populi (Berlioz)
Vox populi est un ensemble de deux mélodies pour Chœur et orchestre, composé en 1844 et 1848 par Hector Berlioz sur un poème anonyme, probablement du compositeur, et un hymne d'Auguste Barbier. 
Publiée comme op. 20 en 1849, il s'agit d'une des partitions les moins connues de Berlioz.

## Composition
Hector Berlioz compose un Hymne à la France, sur des vers d'Auguste Barbier, entre le 10 et le 13 juin 1844, en vue du festival à la salle d'exposition des produits de l'industrie organisé sous sa direction (assisté de deux « seconds chefs d'orchestre » et de cinq maîtres de chant) au Cirque-Olympique, avec 900 musiciens — 1 022 musiciens, selon ses Mémoires — et devant un public de 8 000 auditeurs, le 1er août 1844.
L'Hymne à la France est acclamé. Cependant, le concert déclenche également de telles réactions dans le public, notamment anti-anglaises du fait d'un chœur extrait du Charles VI de Fromental Halévy (« Jamais en France, jamais l'Anglais ne régnera ») que Berlioz est convoqué et réprimandé par le préfet de police Delessert. L'Hymne à la France est présenté en concert, toujours au Cirque-Olympique, le 19 janvier 1845, puis le 19 juin à Marseille et le 20 juillet à Lyon. Ce dernier concert est l'un des rares auxquels assistent ses sœurs Nanci et Adèle, venues de Vienne pour l'occasion.
La Menace des Francs, également pour chœur et orchestre, est composée avant le mois d'avril 1848 sur un poème anonyme, probablement du compositeur. La première audition a lieu lors du sixième concert de la société philharmonique, le 25 mars 1851. Berlioz publie la compilation des deux pièces, sous le titre Vox populi, en novembre 1849. Ces deux années sont surtout occupées par la composition du Te Deum, qui est achevé en septembre 1849.
L'Hymne à la France est interprété à l'Opéra-Comique, sous la direction de Berlioz, le 23 avril 1859 puis, au palais de l'Industrie, le 11 juillet 1867 dans le cadre de l'Exposition universelle. Le compositeur, « chaudement applaudi lors de la répétition générale, aurait dû diriger aussi le concert, mais il est trop souffrant ».

## Présentation
L'œuvre est constituée de deux chœurs indépendants :
1. « La Menace des Francs », marche et chœur (H 117) — Allegro fieramente ( = 132) en fa majeur,
2. « Hymne à la France » (H 97) — Andante maestoso ( = 60) en la majeur.

L'orchestre comprend 2 flûtes, 2 hautbois, 2 clarinettes et 2 bassons, pour les pupitres des vents. Les cuivres comptent 4 cors, 2 trompettes et 2 cornets à pistons, 3 trombones et un tuba. La percussion comprend 2 pupitres de timbales, les cymbales et la grosse caisse. Le quintette à cordes classique est composé des premiers violons, seconds violons, altos, violoncelles et contrebasses.
Publié comme op. 20 en 1849, Vox populi porte la référence H 120 dans le catalogue des œuvres de Berlioz établi par le musicologue américain Dallas Kern Holoman.

## Discographie

### Chant et piano
- Hector Berlioz : The Complete Works (27 CD, Warner Classics 0190295614447, 2019)
Vox populi (H 120) par le Heinrich Schütz Choir and Chorale, Roger Norrington (dir.), Peter Smith (piano), CD 12

### Biographies
- David Cairns (trad. de l'anglais), Hector Berlioz. Servitude et grandeur (1832-1869), Paris, Fayard, 2002, 944 p. (ISBN 2-213-61250-1) traduit par Dennis Collins.

### Monographies
- Pierre Citron, Cahiers Berlioz no 4, Calendrier Berlioz, La Côte-Saint-André, Musée Hector-Berlioz, 2000 (ISSN 0243-3559)
- Pierre-René Serna, Berlioz de B à Z, Paris, Van de Velde, 2006, 264 p. (ISBN 2-85868-379-4)